# Emerich von Babárczy
Emerich Freiherr von Babárczy, avstrijski general, * 1818, † 24. december 1881.

## Pregled vojaške kariere
Napredovanja
- generalmajor: 13. januar 1869
- podmaršal: 1. maj 1879 (retroaktivno z dnem 20. aprilom 1879)

## Dela
- Bekenntnisse eines Soldaten (1850, Dunaj)[3]